# Xã Owen, Quận Cerro Gordo, Iowa
Xã Owen (tiếng Anh: Owen Township) là một xã thuộc quận Cerro Gordo, tiểu bang Iowa, Hoa Kỳ. Năm 2010, dân số của xã này là 259 người.